# Mario Cimadevilla
Mario Jorge Cimadevilla (Trelew, 19 de marzo de 1954) es un abogado y político argentino que se desempeñó como senador nacional por la provincia del Chubut entre 2009 y 2015, y como miembro del Consejo de la Magistratura de la Nación entre 2010 y 2014 en representación de la Unión Cívica Radical (UCR), como así también miembro suplente en la Comisión Bicameral Especial Parlamento del Mercosur del Congreso de la Nación Argentina.
En diciembre de 2015, el presidente Mauricio Macri creó una Secretaría de Estado para el seguimiento de las causas del atentado a la AMIA y el fallecimiento del fiscal Alberto Nisman a cargo de Cimadevilla y dependiente del Ministerio de Justicia y Derechos Humanos de la Nación.

## Carrera
Nació en Trelew, Chubut donde realizó los estudios primarios y secundarios. Estudió abogacía en la Facultad de Ciencias Políticas y Sociales de la Universidad Nacional del Litoral. Se inició en el radicalismo gracias a Mario Abel Amaya y Atilio Oscar Viglione.
En 1982 fue nombrado apoderado de la UCR en Chubut durante la reorganización del partido por el fin de la dictadura militar autodenominada Proceso de Reorganización Nacional. Llegó a ser Presidente del Comité de la UCR de Chubut.

## Carrera política
Años más tarde fue diputado provincial en la Legislatura de la Provincia del Chubut, y luego Ministro de Bienestar Social del entonces gobernador Carlos Maestro entre 1991 y 1992.
Fue elegido senador nacional por Chubut en 2009. En el Senado argentino fue secretario de la Comisión de Justicia y Asuntos Penales y la Comisión de Seguridad Interior y Narcotráfico y vicepresidente de la Comisión de Legislación General. También fue vocal en las comisiones de Economía Nacional e Inversión; Agricultura, Ganadería y Pesca; Derechos y Garantías; Minería, Energía y Combustibles; Turismo; Comisión Parlamentaria Conjunta Argentino-Chilena y la comisión de Seguimiento de las facultades delegadas al Poder Ejecutivo Nacional por la Ley 25.561 Artículo 20.
En abril de 2014, junto al diputado Oscar Aguad, pidió un juicio político contra el juez federal Norberto Mario Oyarbide..

## Gobierno macrista
Días después de la asunción de Mauricio Macri se confirmó el cargo de Cimadevilla al frente de la Unidad Especial de Investigación del Atentado a la AMIA que había sido creada en el año 2000. Originalmente fue uno de los candidatos a encabezar la Agencia Federal de Inteligencia. La finalidad de la unidad será de promover reformas legislativas y dar aportes para las investigaciones. El 13 de enero de 2016 fue oficializado en el cargo mediante el decreto 108/2016 publicado en el Boletín Oficial de la República Argentina con rango de Secretario de Estado.
Menos de dos años después, el gobierno, con participación de Garavano, consideró que la Unidad AMIA había "cumplido su ciclo" y que no había logrado los resultados esperados, evaluando el cierre de la misma. En febrero de 2017 la gestión de la Unidad AMIA fue cuestionada por la asociación de familiares de víctimas de la AMIA Memoria Activa, yimputándole al ministro Germán Garavano suspender la acusación contra dos exfuncionarios acusados de encubrir el atentado a la AMIA en el juicio AMIA 2.